# Remistus
Remistus (gestorven op 17 september 456) was een generaal in het  Romeinse leger. Onder keizer Avitus (455-456) bereikte hij de positie van magister militium (opperbevelhebber).

## Leven
Remistus was een Visigoot, zoals blijkt uit zijn Germaanse naam, in Romeinse dienst. In 455 werd Avitus met steun van de Visigoten tot keizer uitgeroepen. Remistus verkreeg de rang van magister militum en ontving  de eretitel van patricius.
De nieuw benoemde generaal hield zich op in de hoofdstad Ravenna, waar de keizerlijke troepen zich bevonden. In 456 brak er een burgeroorlog uit na een opstand van  de rebellerende generaals Ricimer en Majorianus. De keizer, die in Rome verbleef, moest vluchten en verliet Italië om in Gallië versterkingen te verzamelen, omdat een groot deel van het keizerlijke leger de zijde van de opstandelingen had gekozen. Remistus kreeg opdracht om Italië voor Avitus te behouden. Hij raakte in gevecht met het leger van de opstandelingen, geleid door de Italiaanse generaal Ricimer, en werd gedwongen terug te keren naar Ravenna. Daar werd hij gevangen genomen en op 17 september ter dood gebracht in het paleis in Classis, net buiten de stad.